# Chadenac
Chadenac est une commune du Sud-Ouest de la France, située dans le département de la Charente-Maritime (région Nouvelle-Aquitaine).
Ses habitants sont appelés les Chadenacais et les Chadenacaises.

## Géographie
La commune de Chadenac se situe dans le sud du département de la Charente-Maritime, en région Nouvelle-Aquitaine, dans l'ancienne province de Saintonge. Appartenant au Midi de la France — on parle plus précisément de « Midi atlantique », au cœur de l'arc atlantique, elle est partie intégrante du Grand Sud-Ouest français, et est parfois également incluse dans un Grand Ouest.

### Communes limitrophes
| Biron | Échebrune | Jarnac-Champagne |
| Avy   | Chadenac  | Neuillac         |
|       | Marignac  | Neulles          |

### Géologie et relief
La commune de Chadenac est très légèrement vallonnée, ce qui est propice à la culture de la vigne (destinée au cognac) dont les plantations représentent une importante  surface de la commune.

## Urbanisme

### Typologie
Au 1er janvier 2024, Chadenac est catégorisée commune rurale à habitat dispersé, selon la nouvelle grille communale de densité à 7 niveaux définie par l'Insee en 2022.
Elle est située hors unité urbaine et hors attraction des villes,.

### Occupation des sols
L'occupation des sols de la commune, telle qu'elle ressort de la base de données européenne d’occupation biophysique des sols Corine Land Cover (CLC), est marquée par l'importance des territoires agricoles (98,1 % en 2018), en diminution par rapport à 1990 (99,9 %). La répartition détaillée en 2018 est la suivante : 
cultures permanentes (40,7 %), terres arables (35,2 %), zones agricoles hétérogènes (22,3 %), zones urbanisées (1,8 %), forêts (0,1 %). L'évolution de l’occupation des sols de la commune et de ses infrastructures peut être observée sur les différentes représentations cartographiques du territoire : la carte de Cassini (XVIIIe siècle), la carte d'état-major (1820-1866) et les cartes ou photos aériennes de l'IGN pour la période actuelle (1950 à aujourd'hui).

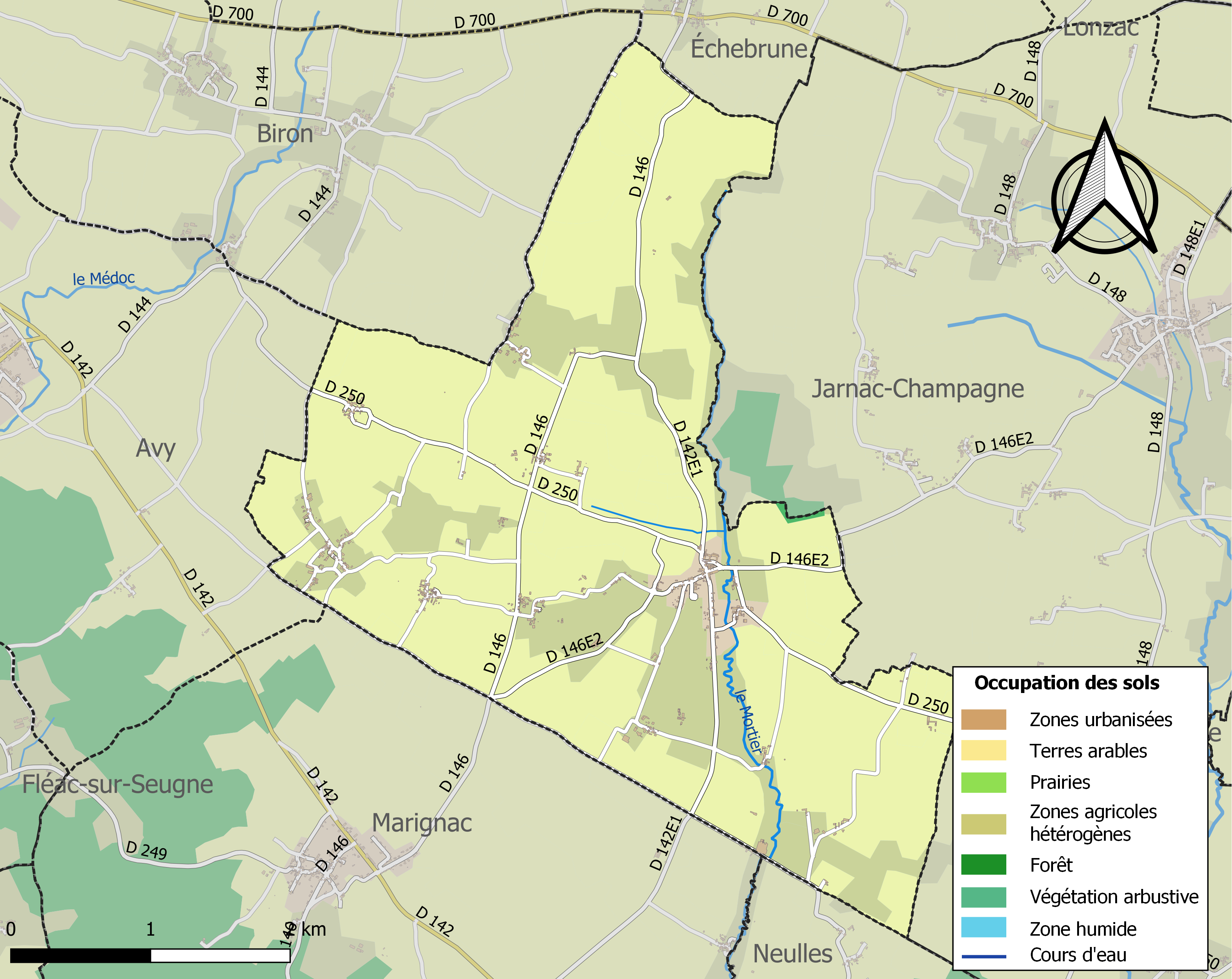
Carte des infrastructures et de l'occupation des sols de la commune en 2018 (CLC).

### Risques majeurs
Le territoire de la commune de Chadenac est vulnérable à différents aléas naturels : météorologiques (tempête, orage, neige, grand froid, canicule ou sécheresse), inondations, mouvements de terrains et séisme (sismicité faible). Il est également exposé à un risque technologique, le transport de matières dangereuses. Un site publié par le BRGM permet d'évaluer simplement et rapidement les risques d'un bien localisé soit par son adresse soit par le numéro de sa parcelle.

#### Risques naturels
Certaines parties du territoire communal sont susceptibles d’être affectées par le risque d’inondation par débordement de cours d'eau. La commune a été reconnue en état de catastrophe naturelle au titre des dommages causés par les inondations et coulées de boue survenues en 1982, 1983, 1999 et 2010,.

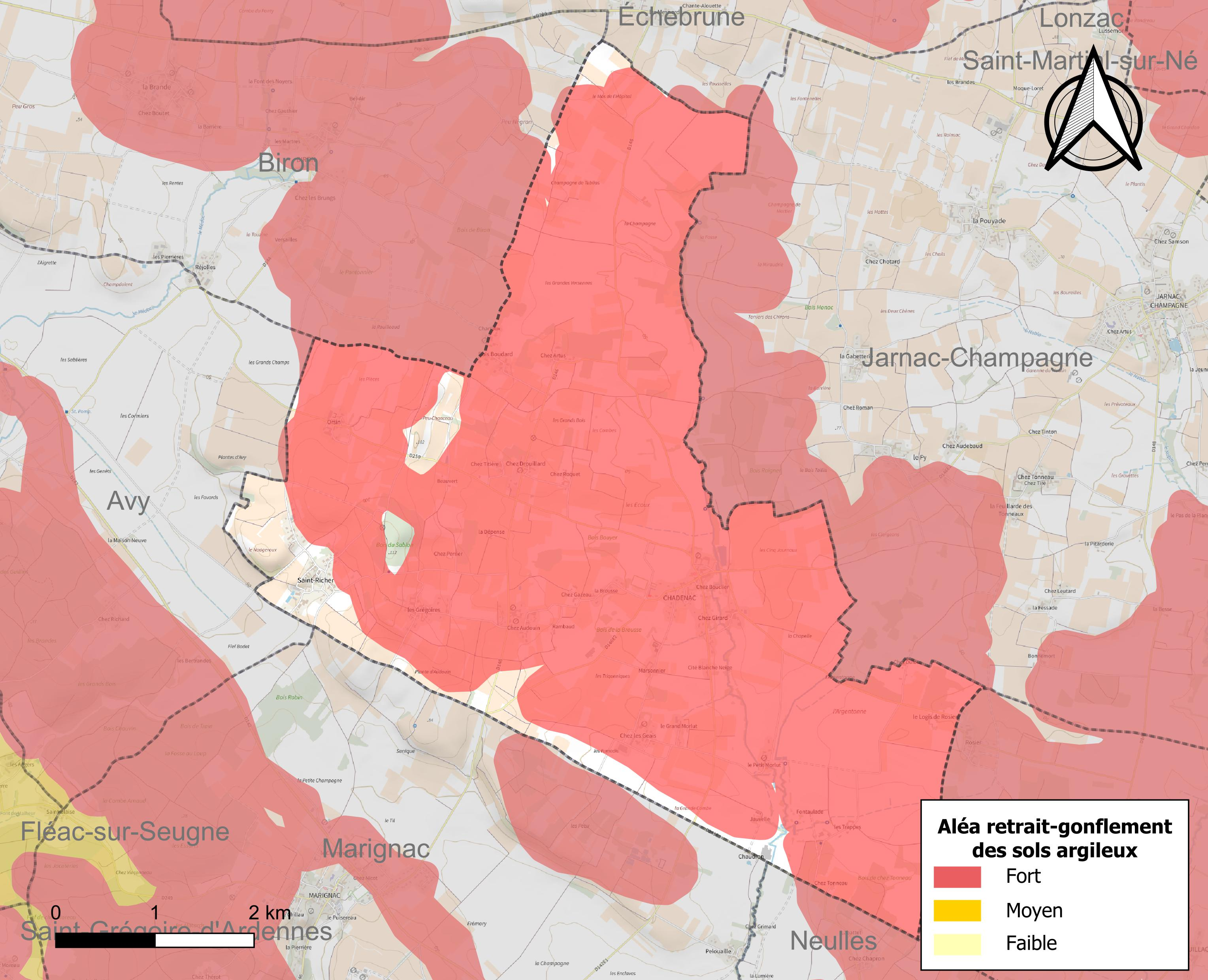
Carte des zones d'aléa retrait-gonflement des sols argileux de Chadenac.

Les mouvements de terrains susceptibles de se produire sur la commune sont des tassements différentiels.
Le retrait-gonflement des sols argileux est susceptible d'engendrer des dommages importants aux bâtiments en cas d’alternance de périodes de sécheresse et de pluie. 90,8 % de la superficie communale est en aléa moyen ou fort (54,2 % au niveau départemental et 48,5 % au niveau national). Sur les 240 bâtiments dénombrés sur la commune en 2019, 202 sont en aléa moyen ou fort, soit 84 %, à comparer aux 57 % au niveau départemental et 54 % au niveau national. Une cartographie de l'exposition du territoire national au retrait gonflement des sols argileux est disponible sur le site du BRGM,.
Par ailleurs, afin de mieux appréhender le risque d’affaissement de terrain, l'inventaire national des cavités souterraines permet de localiser celles situées sur la commune.
Concernant les mouvements de terrains, la commune a été reconnue en état de catastrophe naturelle au titre des dommages causés par des mouvements de terrain en 1983, 1999 et 2010.

#### Risques technologiques
Le risque de transport de matières dangereuses sur la commune est lié à sa traversée par une ou des infrastructures routières ou ferroviaires importantes ou la présence d'une canalisation de transport d'hydrocarbures. Un accident se produisant sur de telles infrastructures est susceptible d’avoir des effets graves sur les biens, les personnes ou l'environnement, selon la nature du matériau transporté. Des dispositions d’urbanisme peuvent être préconisées en conséquence.

## Toponymie
Le nom de la commune est issu d'un nom de propriétaire gallo-romain Catinius ou Catinus, auquel est apposé le suffixe -acum.

## Histoire
Jacques Poussard, chevalier et seigneur de Payré, conseiller et chambellan du Roi, maire de La Rochelle en 1378, 1383 et 1391, acquit le 11 juin 1414, la forteresse et tour de Chadenac. Il était l'époux de Catherine de Vivonne.

## Administration

### Liste des maires
| Période                                  | Période  | Identité          | Étiquette | Qualité           |
| ---------------------------------------- | -------- | ----------------- | --------- | ----------------- |
| 1995                                     | 2020     | Gérard Guibert    | DVD       | Retraité agricole |
| 2020                                     | En cours | Patrick Chatelain |           | Retraité          |
| Les données manquantes sont à compléter. |          |                   |           |                   |

### Canton et intercommunalité
La commune de Chadenac appartient au canton de Pons dont elle constitue l'une des 19 communes, mais elle adhère à la Communauté de communes de la Haute-Saintonge dont le siège administratif est situé à Jonzac.
Par contre, elle rejoint son chef-lieu de canton dans le cadre de l'adhésion au Pays de Haute-Saintonge où le siège administratif demeure fixé à Jonzac.

## Démographie

### Évolution démographique
L'évolution du nombre d'habitants est connue à travers les recensements de la population effectués dans la commune depuis 1793. Pour les communes de moins de 10 000 habitants, une enquête de recensement portant sur toute la population est réalisée tous les cinq ans, les populations de référence des années intermédiaires étant quant à elles estimées par interpolation ou extrapolation. Pour la commune, le premier recensement exhaustif entrant dans le cadre du nouveau dispositif a été réalisé en 2004.

En 2022, la commune comptait 526 habitants, en évolution de +7,57 % par rapport à 2016 (Charente-Maritime : +4,04 %, France hors Mayotte : +2,11 %).
| 1793 | 1800 | 1806 | 1821 | 1831 | 1836 | 1841 | 1846 | 1851 |
| ---- | ---- | ---- | ---- | ---- | ---- | ---- | ---- | ---- |
| 721  | 748  | 678  | 875  | 860  | 807  | 796  | 827  | 793  |

| 1856 | 1861 | 1866 | 1872 | 1876 | 1881 | 1886 | 1891 | 1896 |
| ---- | ---- | ---- | ---- | ---- | ---- | ---- | ---- | ---- |
| 801  | 826  | 814  | 797  | 740  | 687  | 655  | 661  | 640  |

| 1901 | 1906 | 1911 | 1921 | 1926 | 1931 | 1936 | 1946 | 1954 |
| ---- | ---- | ---- | ---- | ---- | ---- | ---- | ---- | ---- |
| 626  | 644  | 670  | 592  | 551  | 556  | 544  | 512  | 516  |

| 1962 | 1968 | 1975 | 1982 | 1990 | 1999 | 2004 | 2006 | 2009 |
| ---- | ---- | ---- | ---- | ---- | ---- | ---- | ---- | ---- |
| 601  | 531  | 473  | 429  | 424  | 425  | 422  | 419  | 392  |

| 2014 | 2019 | 2022 | - | - | - | - | - | - |
| ---- | ---- | ---- | - | - | - | - | - | - |
| 474  | 511  | 526  | - | - | - | - | - | - |

### Pyramide des âges
En 2018, le taux de personnes d'un âge inférieur à 30 ans s'élève à 31,1 %, soit au-dessus de la moyenne départementale (29 %). À l'inverse, le taux de personnes d'âge supérieur à 60 ans est de 32,1 % la même année, alors qu'il est de 34,9 % au niveau départemental.
En 2018, la commune comptait 255 hommes pour 249 femmes, soit un taux de 50,6 % d'hommes, largement supérieur au taux départemental (47,85 %).
Les pyramides des âges de la commune et du département s'établissent comme suit.
| Hommes | Classe d’âge | Femmes |
| ------ | ------------ | ------ |
| 2,3    | 90 ou +      | 4,4    |
| 8,9    | 75-89 ans    | 10,7   |
| 19,3   | 60-74 ans    | 18,6   |
| 20,8   | 45-59 ans    | 19,0   |
| 16,6   | 30-44 ans    | 17,1   |
| 11,2   | 15-29 ans    | 13,9   |
| 20,8   | 0-14 ans     | 16,3   |

| Hommes | Classe d’âge | Femmes |
| ------ | ------------ | ------ |
| 1,1    | 90 ou +      | 2,6    |
| 10,1   | 75-89 ans    | 12,6   |
| 22     | 60-74 ans    | 23,2   |
| 20,1   | 45-59 ans    | 19,7   |
| 16,1   | 30-44 ans    | 15,6   |
| 15,2   | 15-29 ans    | 12,7   |
| 15,4   | 0-14 ans     | 13,6   |

## Économie

### Agriculture
La viticulture est une ressource économique importante. La commune est située en Petite Champagne, dans la zone d'appellation d'origine contrôlée du cognac.

## Lieux et monuments

### Église Saint-Martin

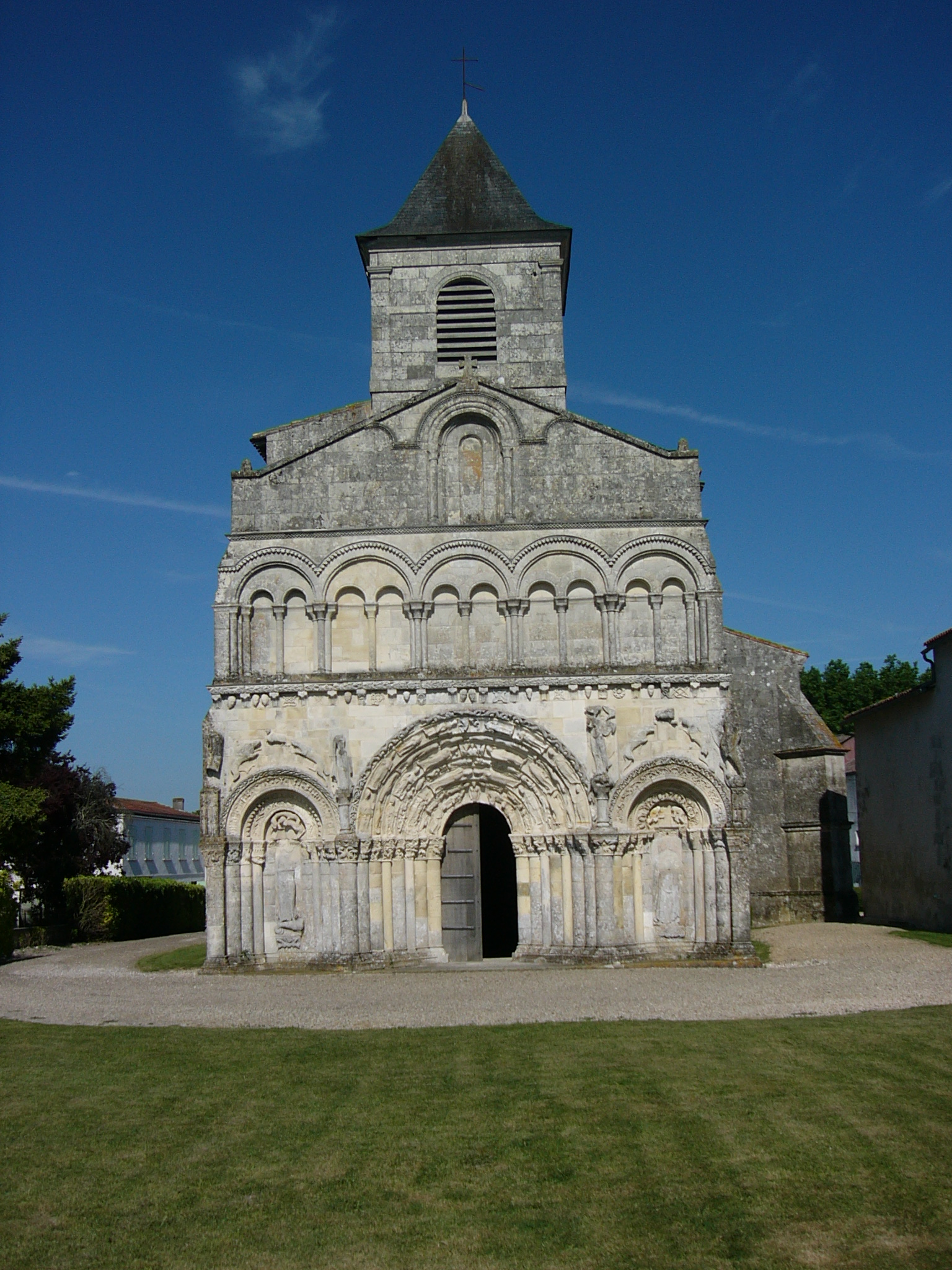
Église Saint-Martin.

Cette église romane bâtie aux XIIe et XIVe siècles était à l'origine une dépendance de l'abbaye Saint-Sauveur de Charroux.
Elle est constituée d’un chœur rectangulaire voûté d’ogives, de transepts et d’une nef unique à six travées étroites dont la voute fut détruite pendant les guerres de religion. Le bras de transept sud et la chapelle sont aussi voûtés d’ogives. La coupole est octogonale. La façade remarquable notamment autour du portail central, montre diverses figures et personnages. Elle est appelée « Marquise de Saintonge ».
L'église Saint-Martin est classée au titre des monuments historiques, par arrêté du 11 août 1883.

### Borne milliaire
Une borne romaine est visible sous un abri, avec d'autres vestiges, auprès de l'église Saint-Martin de Chadenac.
Cette pierre calcaire dont l'inscription est datée des années 45-46 ap. J.-C. (sous l'empereur Claude) a été remployée en cuve de sarcophage dès l'Antiquité tardive ou au haut Moyen Âge, après avoir été retaillée, ce qui a amputé les premières lignes écrites ainsi que l’unité de longueur. Au vu de la distance de 24 milles partiellement indiquée dans le texte, que comme les éditeurs du CIL Louis Maurin (auteur de la Carte archéologique de la Gaule du département) envisage depuis Mediolanum (Saintes) en direction de Guimps, et bien que le nom du chef-lieu reste discuté, il est probable que la borne a été déplacée d'environ 4 km depuis son emplacement premier, sur la voie antique dans l'axe de la frontière sud de la commune.
Mis au jour en 1863 lors des premières fouilles du cimetière gallo-romain du « Terrier de la Chapelle » (une chapelle détruite au XVIIIe siècle et dédiée à sainte Sône), à environ 600 m à l’est-sud-est du bourg, le milliaire est d’abord déplacé au bord de la route près du lieu de découverte. Au XXe siècle, il est installé à son emplacement actuel, auprès de l'église Saint-Martin.

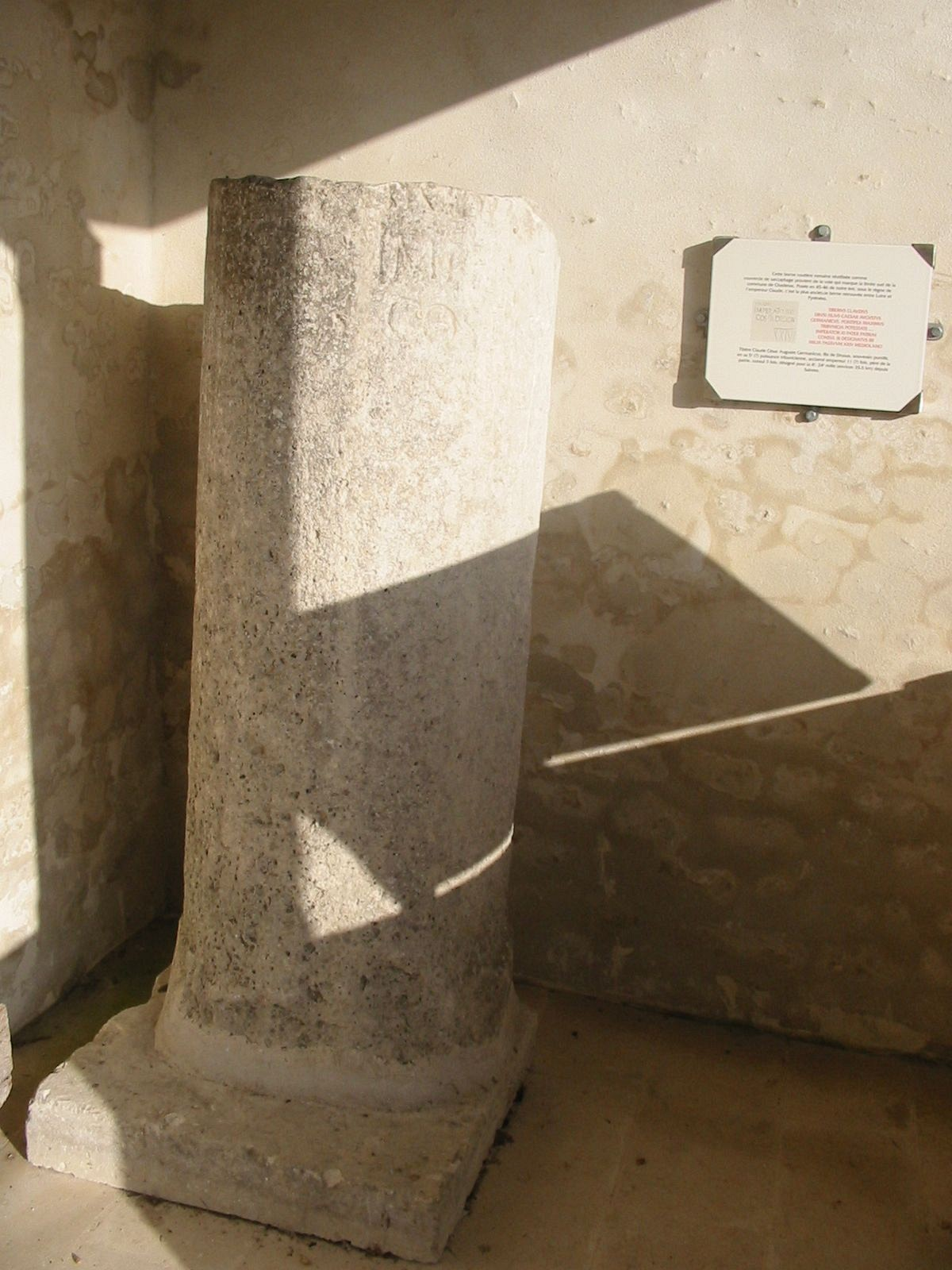
Borne milliaire.
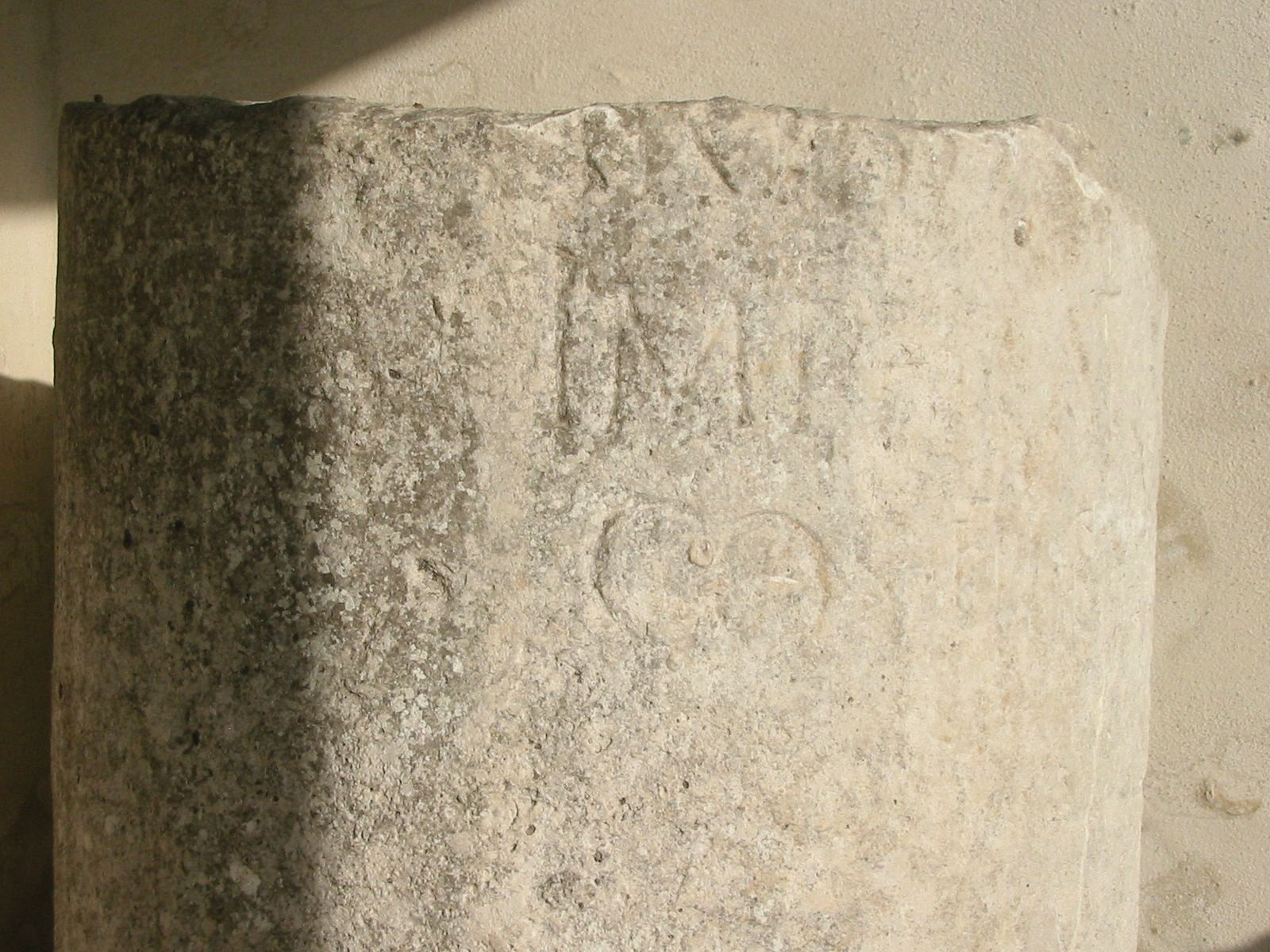
Détail de l'inscription.

## Héraldique
| Blason de Chadenac | Blason  | Tiercé en pairle renversé: au 1 d'azur à l'église Saint-Martin du lieu d'argent accompagnée de trois fleurs de lis d'or, au 2 d'argent à la fasce ondée d'azur et à une épée basse d'or garnie de gueules brochante , au 3 de gueules à la voie romaine pavée d'argent et jointée de sable posée en fasce surmontée d'une borne miliaire d'argent portant, rangées en pal, les inscriptions TRIBVN, IMPERATORXI, COSIIIDESIGN et XXIVM en capitales de sable. |
| Blason de Chadenac | Détails | Créé par JF Binon. Sur PanneauPocket 2023. |